# Oldenburgia intermedia
Oldenburgia intermedia là một loài thực vật có hoa trong họ Cúc. Loài này được Bond mô tả khoa học đầu tiên năm 1987.